# Тимелія-крихітка лейтська
Тиме́лія-кри́хітка лейтська (Micromacronus leytensis) — вид горобцеподібних птахів родини тамікових (Cisticolidae). Ендемік Філіппін. Раніше вважався конспецифічним з мінданайською тимелією-крихіткою.

## Опис
Довжина птаха становить 7-8 см. Верхня частина тіла яскраво-оливково-зелена, пера на тімені мають малопомітні чорні кінчики. Махові пера чорнуваті з оливковими краями, згорнуті крила здаються рівномірно зеленими. Пера на нижній частині спини і надхвістя видовжені, сягають 40-45 мм, більша їх частина являє собою голі стрижні. Обличчя, "брови", і нижня частина тіла рівномірно яскраво-жовті, на гузці оранжева пляма. Щоки мають зеленувато-сірий відтінок. Райдужки червоні, дзьоб чорний, лапи сірувато-зелені, пальці жовті. Самиці є дещо більш тьмяними, ніж самці.

## Поширення і екологія
Лейтські тимелії-крихітки мешкають на островах Самар, Біліран і Лейте в групі Вісайських островів. Вони живуть у вологих тропічних лісах, на висоті до 500 м над рівнем моря.

## Збереження
МСОП класифікує стан збереження цього виду як близький до загрозливого. Лейтські тимелії-крихітки є рідкісними, локально поширеними птахами, яким загрожує знищення природжного середовища.